# Milla Jovovich
Pour les articles homonymes, voir Jovovic.
Milica Jovovitch — orthographié Milica Jovović, en cyrillique serbe Милица Јововић, en ukrainien Міліца Йовович —, dite Milla Jovovich, est une actrice, chanteuse, styliste et ex-mannequin d’origine Ukrainienne naturalisée américaine, née le 17 décembre 1975 à Kyiv (Ukraine, ex URSS).
Mannequin de formation, elle est révélée en tant qu'actrice à la fin des années 1990 dans les premiers rôles féminins de deux grosses productions, Le Cinquième Élément (1997) et Jeanne d'Arc (1999), toutes deux écrites et réalisées par son deuxième mari, le réalisateur français Luc Besson.
Durant les années 2000-2010, elle incarne Alice, l'héroïne de la saga cinématographique Resident Evil qui s'inspire partiellement de la série de jeux vidéo du même nom éditée par Capcom. Quatre des six volets sont mis en scène par son troisième mari, le réalisateur britannique Paul W. S. Anderson.

## Biographie

### Enfance
Milla Jovovich naît le 17 décembre 1975 à Kiev en Ukraine (alors en  Union soviétique) fille unique de Bogić Jovović, médecin serbe et Galina Loginova, actrice russe. Elle passe sa jeunesse entre Londres (lieu de travail de son père) et la Russie (où habite sa mère) puis ses parents s'installent à Sacramento, en Californie, l'année de ses cinq ans. Alors qu'elle est encore très jeune, son père est condamné à huit ans de prison pour escroqueries.

### Mannequin
À  neuf ans, elle commence à prendre des cours de comédie tout en passant des auditions pour devenir modèle. Elle est découverte par Gene Lemuel, il fait avec elle plusieurs photos test ; plus tard il les montre à Herb Ritts à Los Angeles,. Le lendemain, Ritts la réserve pour la couverture de Lei, un magazine italien.
Après cette couverture, elle signe dans l’agence Prima Modeling Agency. Richard Avedon l’embauche pour poser dans le magazine Mademoiselle. En 1987, alors qu'elle a à peine 12 ans, Avedon, à l’époque à la tête du marketing chez Revlon, la choisit pour apparaître dans la publicité de Revlon « Les Femmes les plus inoubliables du monde » avec des modèles tel qu'Alexa Singer et Sandra Zatezalo. En 1988, elle signe son premier contrat de mannequin professionnel. Jovovich était parmi d'autres modèles à déclencher la controverse en s'impliquant à un jeune âge dans le mannequinat.
Plus tard, Jovovich fait la couverture de The Face, qui conduit à de nouveaux contrats et les couvertures de Vogue et Cosmopolitan. Depuis lors, elle a honoré plus d'une centaine de couvertures de magazines, notamment Seventeen, Mademoiselle, Glamour, Harper's Bazaar, et InStyle. Sa carrière de mannequin inclut diverses campagnes pour Banana Republic, Christian Dior, Damiani, Donna Karan, Gap, Versace, Calvin Klein, DKNY, Coach, Giorgio Armani, H&M ou Revlon.

### Révélation en tant qu'actrice (années 1990)
Elle commence sa carrière d'actrice à l'âge de 13 ans en 1988 dans le film À fleur de peau, de Zalman King, où elle interprète le rôle de Samantha Delongpré.
En 1990, elle joue dans l'épisode pilote de Parker Lewis ne perd jamais grâce à Corin Nemec, son petit-ami de l'époque.
En 1991, le public la découvre véritablement dans Retour au lagon bleu, suite du film : Le Lagon bleu, dans lequel incarnant Lilli, une jeune femme découvrant l'amour et la vie sur une île déserte avec son frère adoptif Richard, joué par Brian Krause.
Entre 1992 et 1993, elle joue dans deux films très bien reçus par la critique : elle devient d'abord Mildred Harris pour le biopic Chaplin, de Richard Attenborough, dont le rôle-titre est tenu par Robert Downey Jr.. Puis elle fait partie du casting de jeunes acteurs recrutés par Richard Linklater pour son film générationnel devenu culte, Génération rebelle.

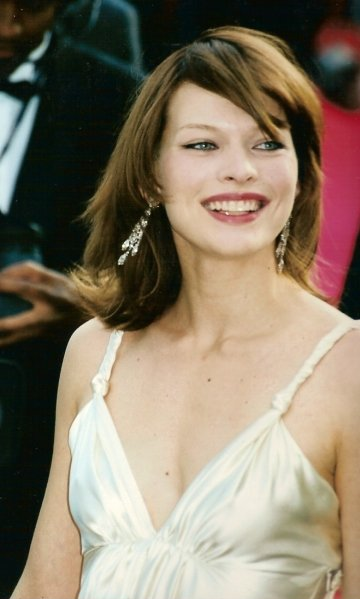
L'actrice au Festival de Cannes 2000.

Mais c'est en 1997 qu'elle est révélée au grand public mondial en prêtant ses traits à Leeloo, l'énigmatique et sculpturale extraterrestre du blockbuster Le Cinquième Élément, réalisé par Luc Besson. Le film, porté par la star du cinéma d'action américain Bruce Willis, est un succès critique et commercial international.
En 1998, elle devient « égérie internationale » pour L'Oréal cosmétique.
Après avoir côtoyé Denzel Washington et une autre valeur montante, Rosario Dawson, dans le drame sportif He Got Game, sous la direction de Spike Lee, elle enchaîne avec une autre super-production, Jeanne d'Arc, dont elle est cette fois la tête d'affiche.
Elle tente ensuite de se diversifier : en 2000, elle joue Eloise, ange déchu du downtown new-yorkais dans The Million Dollar Hotel, de Wim Wenders, mais tient aussi l'un des trois rôles principaux de la romance historique Rédemption, de Michael Winterbottom. Si le premier reçoit des bonnes critiques, le second est un flop.
En 2001, elle s'essaie à la comédie avec deux projets différents : face à Denise Richards dans la comédie romantique You Stupid Man qui passe inaperçue, et dans Zoolander, la satire de Ben Stiller, une déception commerciale au moment de sa sortie, mais qui devient culte avec le temps.

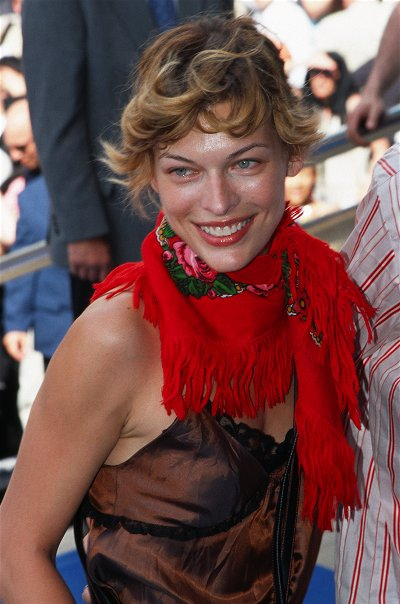
L'actrice au festival de Cannes 2002.

En 2002, Milla est invitée et interviewée chez Thierry Ardisson dans l'émission Tout le monde en parle. Elle reste à peine plus de 7 minutes sur le plateau, répondant d'abord à des questions sur le film dont elle fait alors la promotion puis, sur sa vie privée et notamment les démêlés avec la justice concernant son père. Milla répond : "I lost my father" (la traductrice : "j'ai perdu mon père"). Juste après la traduction française, elle jette son verre d'eau, quitte le plateau et rejoint les coulisses en colère.
Dans un article publié en 2002, elle a dit être la muse de Miuccia Prada et dans un article publié en 2003, Harpers & Queen montre Jovovich en « mannequin favorite » de Gianni Versace. En 2004, Jovovich figure dans la liste "les plus riches mannequins du monde" du magazine Forbes, gagnant 10,5 millions de dollars. En 2006, Jovovich est choisie par la ligne de vêtements espagnole Mango comme sa nouvelle égérie et figure en vedette dans ses campagnes publicitaires. Elle a mentionné que « le mannequinat n'a jamais été une priorité ».

### Succès commercial et échecs critiques (années 2000)
C'est finalement en tête d'affiche d'action qu'elle retrouve le succès commercial, à défaut du succès critique : avec le survival horrifique adapté du jeu vidéo éponyme, Resident Evil, elle prête ses traits au personnage d'Alice, sous la direction de Paul W. S. Anderson.
La même année, le thriller Sans motif apparent, de Bob Rafelson, où elle joue les femmes fatales face à Samuel L. Jackson, passe inaperçu. Cependant, en 2004, elle retrouve Alice pour Resident Evil: Apocalypse, d'Alexander Witt, qui fonctionne commercialement.
Elle se concentre donc sur des rôles de femme de terrain, pour des projets systématiquement démolis par la critique.
En 2006, elle est la tête d'affiche du thriller de science-fiction Ultraviolet, écrit et réalisé par Kurt Wimmer, où elle est chargée de protéger un petit garçon d'une guerre qui sévit entre humains et vampires. Le film rembourse à peine son budget. Elle mène aussi le thriller pour adultes Calibre 45, de Gary Lennon, qui passe inaperçu.
En revanche, en 2007, nouveau succès au box-office avec Resident Evil: Extinction, de Russell Mulcahy, supposé conclure les aventures d'Alice.
L'actrice disparaît ensuite de la scène médiatique pendant 3 ans en raison de sa grossesse.
En 2009, elle revient en tête d'affiche du thriller psychologique Escapade fatale, écrit et réalisé par David Twohy, qui raconte l'histoire d'un couple dont la lune de miel à Hawaï tourne au cauchemar, elle joue l'épouse du héros incarné par Steve Zahn. Le film lui permet de regagner brièvement les faveurs de la critique. En revanche, le thriller fantastique Phénomènes paranormaux, dont elle est la vedette, écrit et réalisé par Olatunde Osunsanmi, déçoit la critique, mais connait un petit succès en salles.
L'année 2010 est marquée par la sortie de Resident Evil: Afterlife, qui relance la saga pour une nouvelle trilogie, avec Ali Larter et Wentworth Miller, cette fois intégralement mise en scène par son désormais mari Paul W. S. Anderson. Elle tente parallèlement un registre plus sérieux en jouant la femme d'Edward Norton qui séduit Robert De Niro dans le thriller judiciaire Stone, écrit et réalisé par John Curran. Mais les critiques sont très mitigées et le film fait aussi un flop commercial. En revanche, elle connait un petit succès en Russie en tête d'affiche d'une comédie locale, Fioritures.

### Cinéma d'action (années 2010)

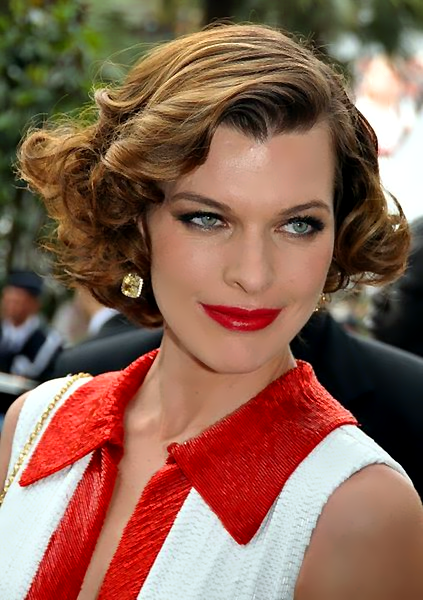
L'actrice au Festival de Cannes 2011.

En 2011, elle accepte un second rôle dans la comédie dramatique indépendante Dirty Girl, menée par la jeune Juno Temple. Elle tient aussi le premier rôle du premier film écrit et réalisé par l'actrice Famke Janssen, Bringing Up Bobby. Enfin, elle tente de lancer une nouvelle franchise du cinéma d'action avec Les Trois Mousquetaires, adaptation décalée du roman d'Alexandre Dumas, signée Paul W. S. Anderson. Elle y prête ses traits à Milady de Winter. Les trois films sont éreintés par la critique, mais ces derniers, proches du registre pop-corn de Resident Evil, fonctionnent au box-office. En revanche, le thriller horrifique Visages inconnus, écrit et réalisé par le Français Julien Magnat, passe totalement inaperçu.
Elle se tient ensuite à un registre musclé : en 2012, elle peut compter sur Resident Evil: Retribution, de Paul W. S. Anderson. Le film est une réussite commerciale rentabilisant près de 245 millions de dollars pour un budget de 65 millions.
En 2014, elle joue aux côtés de Ed Harris et Ethan Hawke dans le thriller d'action Anarchy: Ride or Die, écrit et réalisé par Michael Almereyda ; en 2015, elle seconde Pierce Brosnan pour le film d'action Survivor, de James McTeigue ; en 2017, elle dit au revoir à Alice avec Resident Evil : Chapitre final.
Autres retrouvailles, mais dans un registre comique : en 2016, elle redevient la glaçante Katinka Ingaborgovinananananana pour Zoolander 2, de Ben Stiller. Elle reste d'ailleurs proche du milieu de la mode : en 2013, elle participe à une campagne de pub pour H&M mettant en valeur la collaboration entre Isabel Marant et la célèbre enseigne.
En 2019, elle prête ses traits à l'antagoniste, Nimue, dans le reboot Hellboy de Neil Marshall. Mais le film reçoit beaucoup de mauvaises critiques et plusieurs nominations aux Razzie Awards en 2020.

### Vie privée

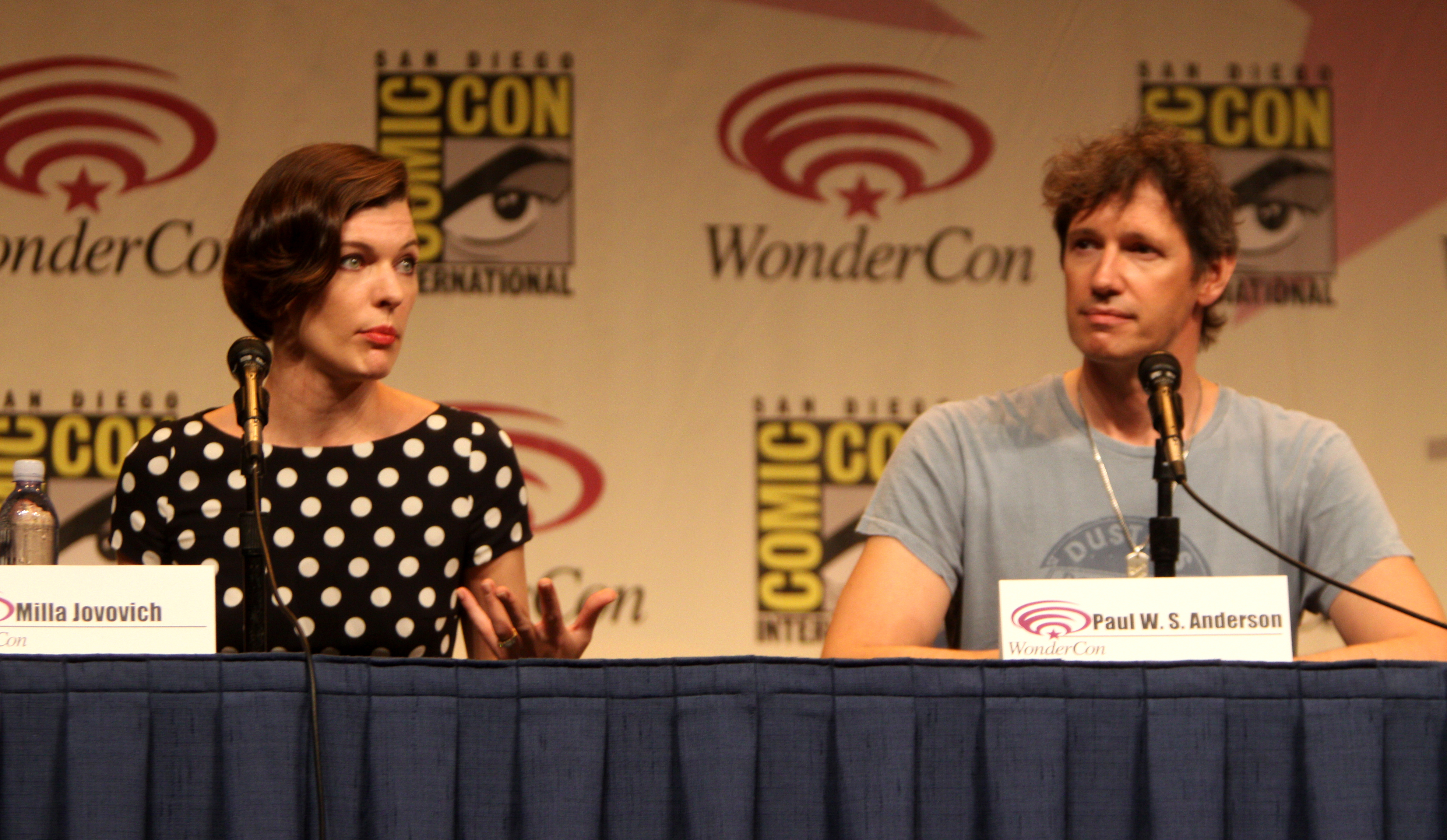
L'actrice avec son mari, le réalisateur et producteur Paul W. S. Anderson, au WonderCon 2012.

Milla Jovovich, alors mineure, est brièvement mariée avec Shawn Andrews (en), du 2 octobre au 25 novembre 1992, mais le mariage est annulé par la mère de l'actrice.
Elle épouse ensuite Luc Besson le 14 décembre 1997, ils divorcent le 12 juin 1999. Elle est tout aussi brièvement mariée à John Frusciante de 1999 à 2001.
Paul W. S. Anderson l'épouse le 22 août 2009, ils ont une fille prénommée Ever Gabo,, née le 3 novembre 2007 à Los Angeles. Milla Jovovich a accouché le 1er avril 2015 à Los Angeles de sa deuxième fille Dashiel Edan. Le couple a accueilli une troisième fille, Osian Lark Elliot, le 2 février 2020.

### Chant

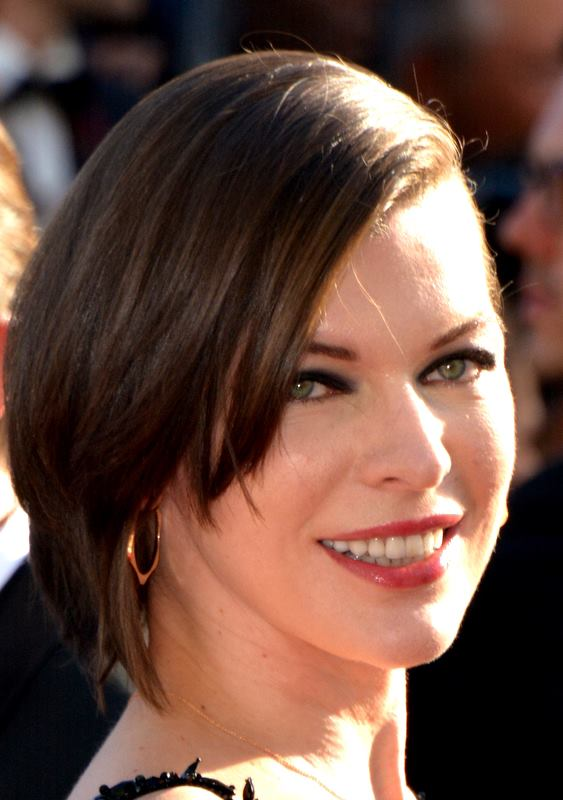
Et au Festival de Cannes 2016.

Elle est aussi chanteuse (The Divine Comedy) et collabore avec le groupe Plastic Has Memory. À ce titre, elle participe aussi au projet multi-facettes Puscifer.
À l'âge de 18 ans, elle a essayé de monter un groupe de chant. Elle joue également de la guitare.
Milla cite Kate Bush comme influence musicale majeure ainsi que Sarah McLachlan.

### Stylisme
En 2003, elle crée, à Los Angeles, une ligne de vêtements pour femmes avec son amie Carmen Hawk sous la marque Jovovich-Hawk. Cette marque, dont Milla et Carmen sont elles-mêmes les stylistes, a construit sa réputation par son succès auprès de célébrités (Victoria Beckham par exemple) ; on peut[style à revoir] retrouver ses produits aux États-Unis, en Europe et en Asie. Milla porte souvent ses vêtements vintage lors de représentations publiques.
Par ailleurs, elle dessine les costumes des personnages ainsi que les décors de certains de ses films. Ainsi, elle conçoit ses tenues pour Resident Evil: Afterlife et dans Les Trois Mousquetaires. Elle imagine également quelques décors pour les films que réalise son mari.

## Filmographie

### Cinéma

#### Longs métrages
- 1988 : À fleur de peau (Two Moon Junction) de Zalman King : Samantha
- 1991 : Retour au lagon bleu (Return to the Blue Lagoon) de William A. Graham : Lilli Hargrave
- 1992 : Kuffs de Bruce A. Evans : Maya Carlton
- 1992 : Chaplin de Richard Attenborough : Mildred Harris
- 1993 : Génération rebelle (Dazed and Confused) de Richard Linklater : Michelle Burroughs
- 1997 : Le Cinquième Élément (The Fifth Element) de Luc Besson : Leeloo
- 1998 : He Got Game de Spike Lee : Dakota Burns
- 1999 : Jeanne d'Arc (The Messenger: The Story of Joan of Arc) de Luc Besson : Jeanne d'Arc
- 2000 : The Million Dollar Hotel de Wim Wenders : Eloise
- 2000 : Rédemption (The Claim) de Michael Winterbottom : Lucia
- 2001 : Zoolander de Ben Stiller : Katinka
- 2001 : You Stupid Man de Brian Burns
- 2002 : Dummy de Greg Pritikin (en) : Fangora
- 2002 : Resident Evil de Paul W. S. Anderson : Alice Abernathy
- 2002 : Sans motif apparent (No Good Deed) de Bob Rafelson : Erin
- 2004 : Resident Evil: Apocalypse d'Alexander Witt : Alice Abernathy
- 2006 : Ultraviolet de Kurt Wimmer : Violet
- 2006 : Calibre 45 (.45) de Gary Lennon : Kate
- 2007 : Resident Evil: Extinction de Russell Mulcahy : Alice Abernathy
- 2009 : Escapade fatale (A Perfect Getaway) de David Twohy : Cydney Anderson
- 2010 : Phénomènes paranormaux (The Fourth Kind) de Olatunde Osunsanmi : Abigale Tyler
- 2010 : Resident Evil: Afterlife de Paul W. S. Anderson : Alice Abernathy
- 2010 : Stone de John Curran : Lucetta
- 2010 : Dirty Girl de Abe Sylvia : Sue-Ann
- 2010 : Bringing Up Bobby de Famke Janssen : Olive
- 2010 : Fioritures (Выкрутасы) de Levan Gabriadze : Nadia
- 2011 : Visages inconnus (Faces in the Crowd) de Julien Magnat : Anna Marchant
- 2011 : Les Trois Mousquetaires (The Three Musketeers) de Paul W. S. Anderson : Milady de Winter
- 2012 : Resident Evil: Retribution de Paul W. S. Anderson : Alice Abernathy
- 2014 : Anarchy: Ride or Die (Cymbeline) de Michael Almereyda : la reine
- 2015 : Survivor de James McTeigue : Kate Abbott
- 2016 : Zoolander 2 de Ben Stiller : Katinka
- 2017 : Resident Evil : Chapitre final (Resident Evil: The Final Chapter) de Paul W. S. Anderson : Alice Abernathy / Alicia Marcus
- 2017 : Shock and Awe de Rob Reiner : Vlatka
- 2018 : Future World de James Franco et Bruce Thierry Cheung : Druglord
- 2019 : The Rookies de Alan Yuen : Agent Bruce
- 2019 : Hellboy de Neil Marshall : Nimue
- 2020 : Monster Hunter de Paul W. S. Anderson : Artemis
- 2024 : Breathe de Stefon Bristol : Tess
- 2025 : In the Lost Lands de Paul W. S. Anderson : Alys (également productrice)

#### Court métrage
- 1993 : Gentlemen Who Fell de Lisa Bonet

### Télévision

#### Séries télévisées
- 1988 : Le Cavalier solitaire (Paradise) : Katie (épisode 8, saison 1)
- 1990 : Parker Lewis ne perd jamais (Parker Lewis Can't Lose) : Robin Fecknowitz (Pilote)
- 1990 : Mariés, deux enfants (Married… with Children) : Yvette (épisode 6, saison 4)
- 2002 : Les Rois du Texas (King of the Hill) : Serena Shaw (voix - épisode 1, saison 7)

#### Téléfilm
- 1989 : The Night Train to Kathmandu (en) de Robert Wiemer (en) : Lily McLeod

#### Publicités
- Nombreuses publicités pour L'Oréal
- 2002 : SFR avec la chanson de Queen "Another One Bites the Dust"

### Jeux vidéo
- 1998 : Le Cinquième Élément : Leeloo (voix originale)
- 2020 : Monster Hunter World : Artemis (voix originale), quêtes collaboratives pour la sortie du film
- 2022 : World of Tanks ( Noël 2022 )

### Clips musicaux
| Année | Chanson             | Artiste       |
| ----- | ------------------- | ------------- |
| 2013  | I Wanna Be a Warhol | Alkaline Trio |
| 2016  | Signal              | Sohn          |
| 2018  | Withorwithout       | Parcels       |

## Discographie
- 1994 : The Divine Comedy
- 1996 : The Leading Man
- 1998 : The PeopleTree Sessions
- 2000 : The Million Dollar Hotel
- 2012 : Electric Sky

Milla Jovovich propose des titres démos en téléchargement libre sur son site Internet.

## Distinctions

### Récompenses
- Scream Awards 2007 : meilleure actrice dans un film de science-fiction pour Resident Evil: Extinction
- Hollywood Film Awards 2010 : Prix Spotlight
- Scream Awards 2010 : meilleure actrice dans un film de science-fiction pour Resident Evil: Afterlife

### Nominations
- Young Artist Awards 1992 : meilleure jeune actrice dans un long métrage pour Retour au lagon bleu
- Blockbuster Entertainment Awards 1998 : nouvelle venue favorite pour Le Cinquième Élément
- MTV Movie Awards 1998 : meilleure scène de combat pour la scène contre les aliens dans Le Cinquième Élément
- Online Film & Television Association Awards 1998 : meilleure actrice dans unfilm de science-fiction, fantastique ou d'horreur pour Le Cinquième Élément
- Saturn Awards 1998 : meilleure actrice dans un second rôle pour Le Cinquième Élément
- Saturn Awards 2003 : meilleure actrice pour Resident Evil
- Scream Awards 2010 : meilleure actrice dans un film d'horreur pour Phénomènes paranormaux
- Teen Choice Awards 2011 : meilleure actrice dans un film d'action pour Les Trois Mousquetaires

## Voix francophones
En version française, Barbara Kelsch est la voix régulière de Milla Jovovich dans la quasi-totalité de ses apparitions. Elle la double notamment dans Le Cinquième Élément, Jeanne d'Arc, Rédemption, la saga Resident Evil, Ultraviolet, Phénomènes paranormaux, Les Trois Mousquetaires, Hellboy, Paradise Hills ou encore Monster Hunter. Elle est également doublée par Nathalie Spitzer dans Chaplin, Stéphanie Lafforgue dans Zoolander 2, Victoria Grosbois dans le second doublage de He Got Game et Céline Ronté dans In the Lost Lands.
En version québécoise, elle est régulièrement doublée par Élise Bertrand qui est sa voix dans Le Maître du Kingdom Côme, Zoolander, Sans motif apparent, Ultraviolette, Le Quatrième Type, Stone, Survivor ou encore Hellboy. Elle est également doublée par Anne Bédard dans Kuffs.